# Communauté rurale de Dimboli
La communauté rurale de Dimboli est une communauté rurale du Sénégal située au sud-est du pays. 
Elle fait partie de l'arrondissement de Fongolembi, du département de Kédougou et de la région de Kédougou.